# Piece of Your Heart
«Piece of Your Heart» —en español: «Pedazo de tu corazón»— es una canción del trío de producción italiano Meduza con el trío vocal británico Goodboys, lanzado como sencillo por Virgin Records el 1 de febrero de 2019. Alcanzó el número dos en la lista de UK Singles Chart y encabezó la lista Dance Club Songs de Estados Unidos.

## Antecedentes
Tanto Meduza como Goodboys son co-administrados por la misma compañía administradora y tenían un amigo mutuo, y comenzaron a trabajar en el mismo estudio en Londres en 2018. Mientras grababa, Josh de Goodboys habló a través del cuadro de diálogo y dijo «Sorry, just quickly...» antes de cantar el verso «da-da-da-da». Ambos grupos tienen diferentes gerentes en la compañía, uno dijo que el comentario debería eliminarse, mientras que el otro dijo que debería mantenerse. Matt de Meduza dijo que esperaba que la canción inspirara a otros productores a hacer discos de house que se reproducirán en la radio.

## Posicionamiento en listas

### Listas semanales
| Listas (2019)                              | Mejor posición |
| ------------------------------------------ | -------------- |
| Australia (ARIA)                           | 7              |
| Austria (Ö3 Austria Top 40)                | 9              |
| Bélgica (Flandes) (Ultratop 50)            | 2              |
| Bélgica (Valonia) (Ultratop 50)            | 4              |
| Bulgaria (PROPHON)                         | 1              |
| Canadá (Canadian Hot 100)                  | 39             |
| China Airplay/FL (Billboard)               | 22             |
| CEI (Tophit)                               | 2              |
| República Checa (Rádio Top 100)            | 6              |
| República Checa (Singles Digitál Top 100)  | 3              |
| Dinamarca (Tracklisten)                    | 4              |
| Francia (SNEP)                             | 22             |
| Alemania (Media Control AG)                | 4              |
| Greece International Digital (IFPI Greece) | 14             |
| Hungría (Dance Top 40)                     | 14             |
| Hungría (Rádiós Top 40)                    | 21             |
| Hungría (Single Top 40)                    | 16             |
| Hungría (Stream Top 40)                    | 10             |
| Islandia (Tonlist)                         | 8              |
| Irlanda (IRMA)                             | 3              |
| Israel (Media Forest)                      | 2              |
| Italia (FIMI)                              | 10             |
| Letonia (LAIPA)                            | 4              |
| Lituania (AGATA)                           | 5              |
| Mexico Ingles Airplay (Billboard)          | 1              |
| Países Bajos (Dutch Top 40)                | 4              |
| Países Bajos (Mega Single Top 100)         | 6              |
| Nueva Zelanda (Recorded Music NZ)          | 27             |
| Noruega (VG-lista)                         | 22             |
| Polonia (Polish Airplay Top 100)           | 9              |
| Portugal (AFP)                             | 16             |
| Romania (Airplay 100)                      | 12             |
| Rusia (Tophit)                             | 1              |
| Escocia (Scottish Singles Sales Chart)     | 2              |
| Eslovaquia (Rádio Top 100)                 | 5              |
| Eslovaquia (Singles Digitál Top 100)       | 3              |
| Slovenia (SloTop50)                        | 6              |
| Suecia (Sverigetopplistan)                 | 20             |
| Suiza (Schweizer Hitparade)                | 6              |
| Ucrania (Tophit)                           | 27             |
| Reino Unido (UK Singles Chart)             | 2              |
| US Dance Club Songs (Billboard)            | 1              |
| US Hot Dance/Electronic Songs (Billboard)  | 10             |

### Posición fin de año
| Listas (2019)                             | Posición |
| ----------------------------------------- | -------- |
| Canadá (Canadian Hot 100)                 | 97       |
| Alemania (Official German Charts)         | 13       |
| US Dance Club Songs (Billboard)           | 16       |
| US Hot Dance/Electronic Songs (Billboard) | 20       |

## Certificaciones
| País   | Organismo certificador | Certificación | Ventas certificadas | Ref.   |
| ------ | ---------------------- | ------------- | ------------------- | ------ |
| México | AMPROFON               | Oro           | 30,000              | [ 49 ] |